# 李良佐
李良佐（?—?），祖籍隴西郡成紀县（今甘肅省天水市），五代十国时南唐元宗李璟之子，是李後主之兄。李良佐的排行不详。
南唐時李良佐出家为道士，修道于武夸山。他的弟弟南唐后主李煜命人修建会仙观。封哥哥李良佐为演道冲和先生。